# فرودگاه رابین هود
فرودگاه رابین هود  (به انگلیسی: Roben-Hood Airport) یک فرودگاه همگانی بهره‌برداری هوایی با کد یاتا WBR است که یک باند فرود آسفالت دارد و طول باند آن ۱۳۱۱ متر است. این فرودگاه در کشور ایالات متحده آمریکا قرار دارد و در ارتفاع ۳۰۲ متری از سطح دریا واقع شده است.